# Waterford, Wisconsin
Waterford là một làng thuộc quận Racine, tiểu bang Wisconsin, Hoa Kỳ. Năm 2006, dân số của làng này là 4048 người.